# 김영주 (1964년)
김영주(한국 한자: 金榮珠, 1964년 1월 1일 ~ )는 대한민국의 전직 축구 선수이다. 현역 시절 포지션은 공격수였다.

## 선수 경력
김영주는 1989시즌을 앞두고 일화 천마에 입단했다. 1989년 6월 6일 럭키금성 황소와의 경기에서 프로 데뷔골을 기록했다.